# Anton Reichenow
Anton Reichenow (Charlottenburg, 1º agosto 1874 – Amburgo, 6 luglio 1941) è stato un ornitologo tedesco.
Lavorò all'Humboldt Museum dal 1874 al 1921. Prima come assistente e poi, dal 1888 come responsabile della divisione ornitologica. Fu un esperto della avifauna africana, con spedizioni in Africa occidentale, specialmente in Costa d'Avorio, Gabon e in Camerun tra il 1872 e 1873, scrisse  a proposito Die Vogel Africas (1900-05). Fu editore del Journal für Ornithologie  dal  1894 al 1921.
| Reichenow è l'abbreviazione standard utilizzata per le specie animali descritte da Anton Reichenow. Categoria:Taxa classificati da Anton Reichenow |